# Kuchleria
Kuchleria là một chi bướm đêm thuộc họ Geometridae.